# Dixie (région)
Pour les articles homonymes, voir Dixie.

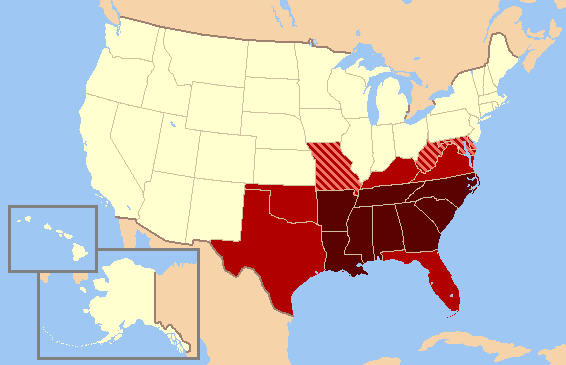
Les États en rouge foncé sont quasiment toujours inclus dans les définitions modernes du Sud des États-Unis, et ceux en rouge clair sont généralement inclus. Les États en rouge rayé sont parfois inclus pour leurs connexions historiques au Sud.

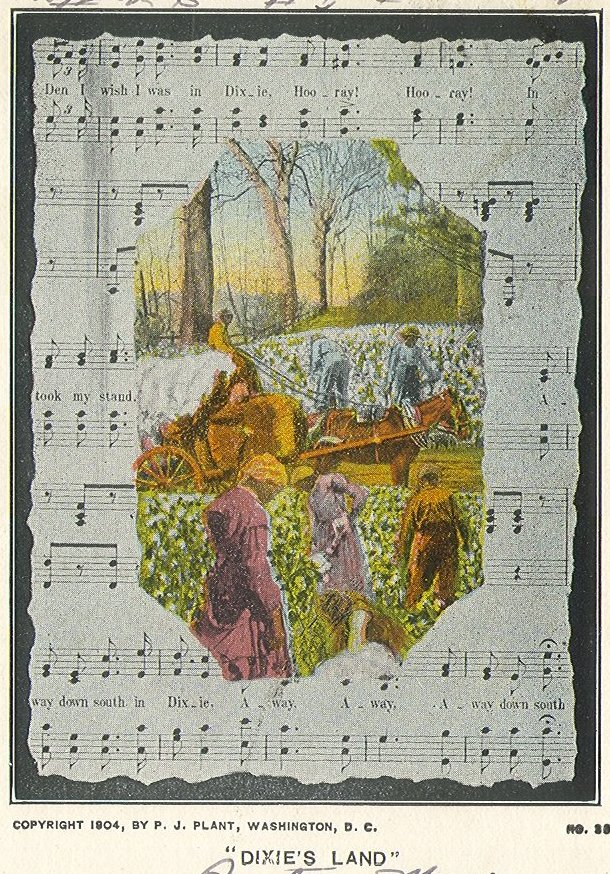
"DIXIE'S LAND", carte postale de 1904

Dixie (parfois Dixieland) est un surnom américain désignant le Sud des États-Unis. Plus précisément, c'est le surnom qu'a reçu le territoire couvert par les anciens États confédérés d'Amérique, auxquels on associe parfois les États esclavagistes restés fidèles à l'Union (Virginie-Occidentale, Kentucky, Maryland, et Missouri) durant la guerre de Sécession. 
Actuellement, on désigne sous ce nom les États du Sud.
« Heart of Dixie » est un surnom donné à l'Alabama, ou plus spécifiquement à la capitale originelle des États confédérés d'Amérique, l'actuelle capitale de l'Alabama : Montgomery.

## Origine du motDixie

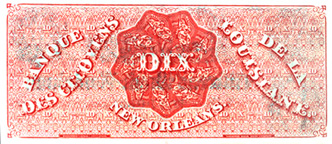
Un billet de 10 dollars émis par la Banque des citoyens de Louisiane en 1860, ce type de billet de dix serait à l'origine du surnom Dixie donné par les anglophones à la Louisiane et ensuite aux régions autour.

Selon le Oxford English Dictionary, les origines du surnom demeurent obscures. Selon A Dictionary of Americanisms on Historical Principles (1951), de Mitford M. Mathews, trois grandes théories existent :
1. Un maître esclavagiste de l'île de Manhattan, un certain M. Dixy, dont les règles auraient été suffisamment souples pour l'époque, comparées aux autres, ce qui aurait rendu « Dixy's Land » - littéralement la terre de Monsieur Dixy - très célèbre.
2. Un billet de dix dollars imprimé par la Banque des citoyens de la Louisiane[1], avant la guerre civile, qui était marqué dix sur son verso, et fut appelé dès lors « dixes » ou « dixies ». Depuis, la Louisiane, et finalement le Sud en général, devinrent connus comme le pays des dixies ou dixies land. Cette hypothèse est linguistiquement très pertinente dans la mesure où le terme dixie est effectivement très proche du chiffre dix issu de la langue française, à l'époque fortement présente en Louisiane.
3. « Dixie » dériverait d'une façon ou d'une autre du nom de Jeremiah Dixon, géomètre qui contribua au tracé de la Ligne Mason-Dixon, définissant la frontière entre le Maryland et la Pennsylvanie, la frontière nord du Dixieland. Cette dernière théorie de la Mason-Dixon Line est la plus connue, mais peu de lexicographes lui accordent beaucoup d'importance.

## Alphabet phonétique de l’OACI et de l'OTAN
Dans les aéroports, « Dixie » est également parfois employé dans l'alphabet phonétique de l'OTAN et de l’OACI à la place de « Delta » pour éviter la confusion avec la compagnie Delta Air Lines.